# 가와하라 슈고
가와하라 슈고(일본어: 川原 周剛, 1980년 2월 15일 ~ )는 일본의 전 축구 선수이다.

## 구단 경력
과거 파지아노 오카야마에서 활동하였다.